# František Uhlíř (politik)
František Uhlíř (11. srpna 1900 Lhota u Vyškova – 11. září 1980 Kanada) byl československý politik a meziválečný i poválečný poslanec Národního shromáždění za Československou stranu národně socialistickou. Po roce 1948 žil v exilu.

## Biografie
Působil jako učitel. Od roku 1921 učil v Petřvaldu a byl školním inspektorem. Angažoval se v rozvoji českojazyčného školství v regionu Těšínska.
V parlamentních volbách v roce 1935 získal poslanecké křeslo v Národním shromáždění. Mandát si oficiálně podržel do zrušení parlamentu roku 1939. Krátce předtím ještě v prosinci 1938 přestoupil do poslaneckého klubu nově utvořené Strany národní jednoty.
Profesí je dle údajů k roku 1935 uváděn jako učitel. Bydlel v Moravské Ostravě-Mariánských Horách.
Po osvobození byl v letech 1945–1946 poslancem Prozatímního Národního shromáždění a po parlamentních volbách v roce 1946 byl v letech 1946–1948 členem Ústavodárného Národního shromáždění.
V roce 1939 uprchl přes Polsko do Francie. Angažoval se v československém exilu a zahraničním vojsku. Byl členem exilové Státní rady Československé. V letech 1944–1945 pak členem delegace exilové vlády na osvobozených územích státu. Zúčastnil se jednání v Moskvě, kde se koncem války dojednával politický program nové vlády. Po osvobození se pak znovu zapojil do politické činnosti. Byl místopředsedou národních socialistů. Po únorovém převratu roku 1948 byl při pokusu o odchod do emigrace zatčen a vězněn. Roku 1949 uprchl do Londýna. Později žil v Kanadě.
Jeho syn František Uhlíř mladší (Fanek) byl právníkem, sociologem, a publicistou. V letech 1946–1948 člen Moravskoslezského zemského národního výboru v Brně za mladé národní socialisty. V letech 1954–1968 byl pracovníkem Výboru pro svobodnou Evropu v New Yorku. Od roku 1968 působil jako redaktor rozhlasové stanice Svobodná Evropa v Mnichově.